# Aleksander Rogojski
Aleksander Stanisław Rogojski (ros. Александр Станиславович Рогойский) (zm. 1912 w Tbilisi) – polski architekt działający w Tbilisi.

## Życiorys
Prawdopodobnie ukończył studia architektoniczne w Sankt Petersburgu, a następnie wyjechał do Tyfilisu (obecnie Tbilisi), gdzie został członkiem Komitetu Wykonawczego Kaukaskiego Imperialnego Towarzystwa Technicznego. Wchodził w skład komitetu, który sfinansował prace renowacyjne w kościele Kaszweti św. Jerzego. Przewodniczył zespołom technicznym i artystycznym powstałym w czasie budowy gmachu Teatru Narodowego w Tyfilisie, był również skarbnikiem w Teatrze Skarbowym. W 1903 zaprojektował zespół budynków Seminarium Teologicznego w stylu art nouveau. W latach 1911–1913 powstał według jego projektu budynek banku TBC.

## Realizacje

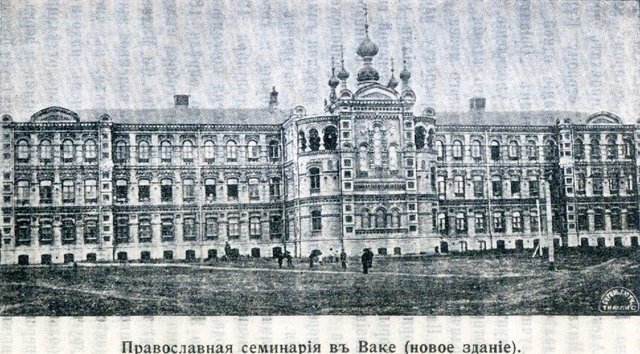
Skrzydło seminarium w Tbilisi (proj. A.Rogojski)

- Kaplica grobowa książąt Brataszwili przy kościele Kaszweti św. Jerzego (1899);
- Seminarium prawosławne (1901-1903);
- Kościół rzymskokatolicki w Batumi (1898-1903), (obecnie prawosławna katedra pw. Najświętszej Marii Panny);
- Wnętrza pałacu księcia Konstantego Oldenburga (1904), (obecnie Państwowe Muzeum Teatru, Muzyki, Kina i Choreografii);
- Dom Ludowy (1903-1909), (realizacja projektu Stefana Kryczyńskiego);
- Kaukaskie Oficerskie Towarzystwo Ekonomiczne (1912), (obecnie gmach TBC Bank);
- Zakaukaski Instytut Położniczy im. Olgi Nikołajewnej Romanowej (1912);

## Upamiętnienie
- W 2016 roku na budynku TBC Banku w Tbilisi odsłonięto tablicę pamiątkową upamiętniającą Aleksandra Rogojskiego. W jej odsłonięciu wzięli udział burmistrz Tbilisi David Narmania, szefowie TBC Banku oraz ambasador RP w Gruzji Andrzej Cieszkowski[1].